# Universidad de Playa Ancha
La Universidad de Playa Ancha de Ciencias de la Educación, también conocida como Universidad de Playa Ancha (UPLA), es una universidad pública y estatal de Chile, ubicada en la Región de Valparaíso. Es una de las diecisiete instituciones que conforman el Consorcio de Universidades del Estado de Chile, y pertenece al Consejo de Rectores de las Universidades Chilenas. Además, es miembro de la Agrupación de Universidades Regionales de Chile. Su casa central se sitúa en la Avenida Playa Ancha 850, en la ciudad de Valparaíso.
La universidad tiene sus orígenes en la sede de Valparaíso del Instituto Pedagógico de la Universidad de Chile, cuya misión era formar docentes y fomentar el estudio del castellano y de lenguas extranjeras.
Durante la dictadura militar, el Instituto Pedagógico de Valparaíso fue disuelto, dando origen a la Academia Superior de Ciencias Pedagógicas de Valparaíso, que posteriormente se convirtió en la Universidad de Playa Ancha de Ciencias de la Educación.
Actualmente se encuentra acreditada por la Comisión Nacional de Acreditación (CNA-Chile) por un período de 5 años (de un máximo de 7), desde mayo de 2022 hasta mayo de 2027.Figura en la posición 32 dentro de las universidades chilenas según la clasificación webométrica SCImago Institutions Rankings (SIR) 2024.Está en la posición 29 según el ranking de Webometrics 2024.

## Historia

### La creación del Instituto Pedagógico (1948-1973) de Valparaíso.

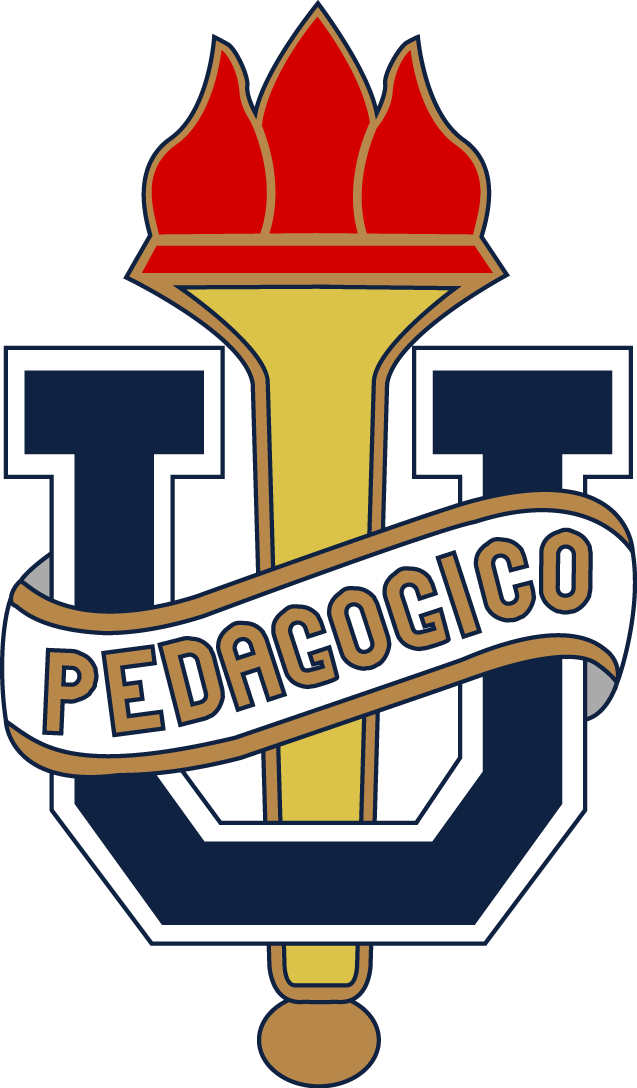
Insignia del Instituto Pedagógico de la Universidad de Chile.

El Instituto Pedagógico de Valparaíso se fundó en 1948, por iniciativa del abogado y profesor de la entonces Escuela de Derecho de Valparaíso de la Universidad de Chile, Oscar Guzmán Escobar, con carácter particular y a imitación del Instituto Pedagógico de Santiago, con el propósito de fomentar el estudio del castellano y de algunas lenguas extranjeras. Estaba ubicado inicialmente en la calle Colón de Valparaíso, en la antigua sede de la actual Escuela de Derecho de la Universidad de Valparaíso, actualmente la Escuela de Trabajo Social de la misma Universidad. Fue secundado en su iniciativa por los profesores de Valparaíso Emilio Muñoz Mena, Juan Montedónico Napoli y Pedro Contreras Valderrama, entre otras personas. 
En 1950, debido a la calidad de su actividad, y previa inspección de los miembros de la Facultad de Filosofía y Educación de la Universidad de Chile, recibe por Decreto Supremo la calidad de cooperador del Estado en la educación, siendo sus exámenes válidos y rendidos ante las comisiones oficiales designadas por la Casa de Bello.
Las primeras carreras que impartió el entonces Instituto fueron las Pedagogías en castellano, francés e inglés, mientras que en 1951 se creó un curso de Filosofía y un año después la primera Escuela de Periodismo del país y una Escuela Normal de Mujeres. La Universidad de Chile aportó inicialmente con profesores muy destacados de Santiago, como Héctor Castillo, Ricardo Benavides, el profesor Cedomil Goic, entre otros, junto a destacados profesores de la región como Juan Montedónico, Carlos Pantoja Gómez y Félix Morales Pettorino, quienes formaron un equipo que se aprovechó, conjuntamente, con docentes del Liceo Eduardo de la Barra de Valparaíso y con personas que habían iniciado su formación profesional en el Pedagógico, surgiendo en calidad de profesores auxiliares.
Debido a la petición de su director y del decano de la Facultad de Filosofía y Educación de la Universidad de Chile, don Eugenio Pereira Salas, se dicta el Decreto N.º 9.118, de 13 de octubre de 1954, sobre cuya base se crea el Instituto Pedagógico de la Universidad de Chile en Valparaíso, que comenzará a funcionar como tal al año siguiente. Firman dicho documento el presidente de la República, don Carlos Ibáñez del Campo, y su Ministro de Educación, don Tobías Barros Ortiz.

### La dictadura militar (1973-1990)

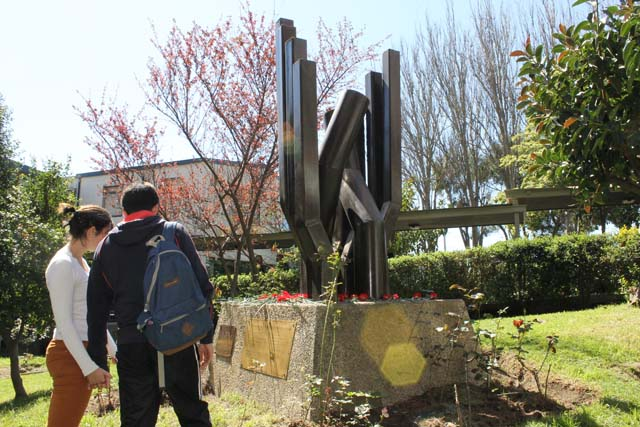
Memorial hacia los alumnos y profesores víctimas de la Dictadura Militar.

El 11 de septiembre de 1973 se produce un golpe de Estado dirigido por el general Augusto Pinochet, al que, según señalado por diversos relatos, la Universidad no ofreció resistencia, siendo invadida vía asalto militar cerca de las 12:15 por parte del Regimiento de Infantería n.º 2 "Maipo", a pesar de que a esas horas ya había pocos alumnos en la Universidad (alertados por la situación del país). La intervención derivó en detenciones masivas de estudiantes, académicos y funcionarios. En 1981 — por decisión de la dictadura militar — la Sede de Valparaíso de la Universidad de Chile fue separada de su matriz (ubicada en la ciudad de Santiago de Chile), creándose la Universidad de Valparaíso primero. Dos meses después, en una segunda escisión, la Facultad de Educación y Letras fue transformada en el Instituto Profesional Academia Superior de Ciencias Pedagógicas de Valparaíso. Este tránsito le significó la pérdida importante de su infraestructura y la asignación de un menguado aporte estatal (0,6 % del total del aporte fiscal directo), además de otros problemas que se originan de las políticas y definiciones que el régimen autoritario implantó y que afectaron a académicos, funcionarios y estudiantes. 
La Ley 18.434 de 4 de septiembre de 1985, crea la Universidad de Playa Ancha, sucesora de la Academia Superior de Ciencias Pedagógicas de Valparaíso y de la Universidad de Chile.
Artículo 1°.- Créase la Universidad de Playa Ancha de Ciencias de la Educación, Institución de Educación Superior del Estado, como organismo autónomo, con personalidad jurídica y patrimonio propios. Su domicilio será la ciudad de Valparaíso.

### La UPLA en la actualidad (1990-presente)
El retorno a la democracia en 1990 trajo aparejado la elección del primer rector elegido democráticamente por votación directa de los académicos, siendo elegido en esa ocasión el profesor Pedro Norman Cortés Larrieu. En 1991 se da inicio a las funciones de su sede San Felipe en 1991. Por otra parte, se vive un importante desarrollo de la infraestructura: se construye la Facultad de Artes en 1995, se adquieren los terrenos colindantes a la casa central, se pone en funcionamiento la FEUPLA con voto Confech y se construye el jardín infantil "Colmenita", con el propósito de proveer sala cuna a padres y madres universitarios o funcionarios de la Universidad.
Con el avenimiento del año 2000, los cambios siguen produciéndose. Se inaugura el nuevo edificio de Ciencias Naturales y Exactas y la Facultad de Ciencias Sociales, que imparte las carreras de Sociología (2002), Psicología (2013), Periodismo y Bibliotecologia. Se crea la sala de artes escénicas (que contendrá a la carrera de Teatro), siendo una de las mejor equipadas de toda la región y desplazando el casino hacia una nueva ubicación al lado de la Facultad de Artes. En 2008 se inaugura la nueva biblioteca de la Universidad y con ello debuta el SIBUPLA, dando forma a una de las bibliotecas más equipadas, amplias y modernas de la región.
Hacia 2013, se crea la Facultad de Salud e Ingeniería, adquiriendo la Sede Independencia. En 2012 se adquirieron dos domos multiuso, uno ubicado en el Patio de los Vientos, al costado de la Facultad de Artes, y el otro en el Campus San Felipe. En 2014 se crean los laboratorios de Enfermería, en 2012 se instala el Centro de Estudios Avanzados (CEA) y de la Vicerrectoría de Investigación, Innovación y Postgrado en Viña del Mar.
En octubre de 2014, con el 71,5% de votos en un plebiscito triestamental, se aprueba la eliminación de la Junta Directiva y la creación de un Senado Universitario, el que representa a los tres estamentos, alumnos, funcionarios y académicos.

## Símbolos

### Himno
En la historia de la Universidad han existido 2 himnos, uno vigente desde la época del Instituto Pedagógico hasta los años 80 y otro creado a mediado de los 80 y vigente hasta la actualidad.[cita requerida]
Himno del Pedagógico de Valparaíso (letra de Félix M. Pettorino).
Estribillo
Juventud, gran crisol de maestros,
abre paso a tus ansias de dar,
corazón generoso dispuesto
a sembrar con amor la Verdad.
Juventud, en el aula te esperan
mil miradas de niños en flor,
disciplina y virtud son tu escuela
para darles saber y valor.
I
Que en las Ciencias encuentres el gozo
infinito de la Creación;
en la Historia de Chile, lo heroico;
en las Artes, la mano de Dios;
y en la enseñanza lo más hermoso:
¡la alegría de ser profesor!
II
Que este templo ilumine tus pasos
en la búsqueda del ideal,
como faro que extiende sus rayos
tras el velo de la tempestad,
y entre luces del Puerto, tu brazo
lleve siempre la antorcha inmortal.
Estribillo
Juventud, gran crisol de maestros,
abre paso a tus ansias de dar,
corazón generoso dispuesto
a sembrar con amor la Verdad.
Juventud, en el aula te esperan
mil miradas de niños en flor,
disciplina y virtud son tu escuela
para darles saber y valor.
Himno de la Universidad de Playa Ancha (1985-actualidad)
Coro
Desplegemos altas velas tras el sol
Que se funde en el mar
Proclamando nuestro noble ideal
¡Somos la Universidad!
I
Sereno faro mirando al mar
Eres el guía luminoso en nuestro andar
Tu voz vibrante nos llama a conquistar la verdad
Justicia y Libertad.
II
Con entusiasmo de juventud
Enarbolamos la bandera de la Humanidad
Y con tu siembra de ciencia, arte y luz
Construiremos nuestro mundo en Paz
Coro
Despleguemos altas velas tras el sol
Que se funde en el mar
Proclamando nuestro noble ideal
¡Somos la Universidad!

### Escudo

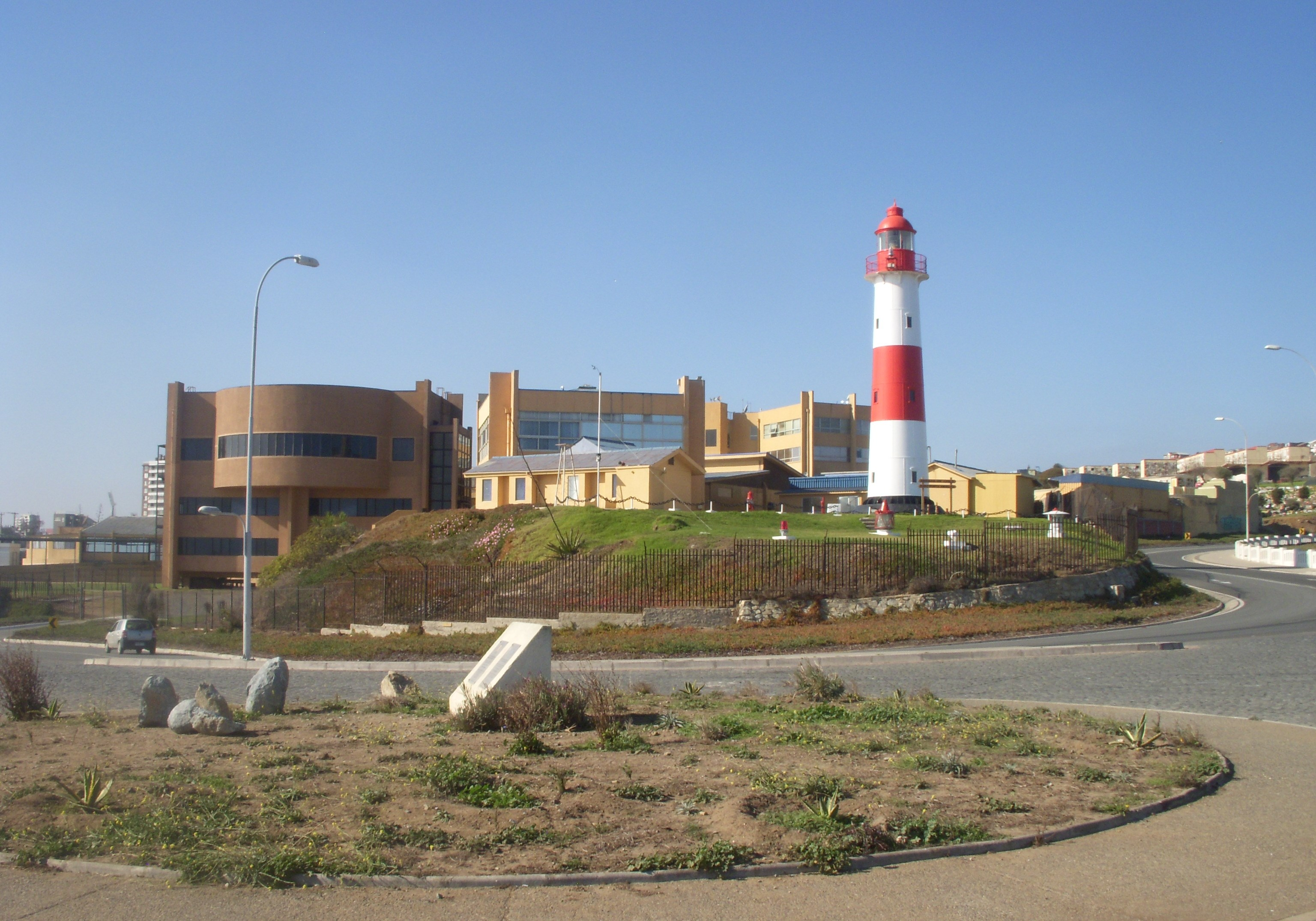
Faro Punta Ángeles, el símbolo de la Universidad de Playa Ancha.

El escudo de la Universidad de Playa Ancha es un faro iluminando a ambos sectores con una estrella solitaria encabezando el faro (en referencia de estar de noche). Su inspiración data del Faro Punta Ángeles, creado en 1837 bajo la presidencia de José Joaquín Prieto. Este está ubicado aledañamente a la Universidad, como símbolo de ser una de las casas de estudio pioneras en pedagogía a nivel nacional, simbolizado en el faro mayor potencia de América del Sur y en el "efecto faro" que simbolizaba tener una universidad en el Cerro Playa Ancha y no en el centro de Valparaíso como lo hacían tradicionalmente las demás casas de estudio.

## Organización
La Universidad de Playa Ancha cuenta con una sede, en San Felipe la cual funciona desde 1991, además de su sede central y barrio universitario ubicado en Valparaíso.
A partir del 2007 comenzó la construcción de la nueva biblioteca de la universidad ubicada cerca de las dependencias más importantes de la institución. El proyecto contempló un ambicioso y moderno servicio para los más de diez mil alumnos, los cuales podrán acceder a una de las bibliotecas más modernas y completas de la región.

### Administración
Durante su existencia, la Universidad de Playa Ancha ha pertenecido a la Universidad de Chile, dependiendo directamente de la Facultad de Humanidades y Letras de Santiago; y, después de la Reforma Universitaria de 1968, a la Sede Valparaíso de la Casa de Bello, tanto como Área-Facultad de Humanidades, en un primer momento, como Facultad de Educación y Letras, posteriormente. Esto determinó que sus autoridades superiores fueran denominadas Director, y después, Decano.
Como consecuencia de la Reforma Universitaria de 1981, pasa a ser una entidad independiente, ya sea como Academia Superior de Ciencias Pedagógicas de Valparaíso, o como Universidad de Playa Ancha. Aquí, su autoridad superior pasa a denominarse Rector.
Directores, Instituto Pedagógico de Valparaíso-Universidad de Chile
- Oscar Guzmán Escobar (1948-1955)[Privado]
- Milton Rossel Acuña (1955-1957)
- Juan Uribe Echevarría (1957-1961)
- Rodolfo Iturriaga Jamett (1961-1965)
- Carlos Pantoja Gómez (1965-1969)

Decanos, Facultad de Humanidades/Educación y Letras. Sede Valparaíso-Universidad de Chile
- Raúl Páez Boggioni (1969-1972)
- Marcelo Blanc Masías (1972-1973)
- Víctor Leighton González (1973-1975)
- Olga Arellano Salgado (1976-1981)

Rectores, Academia Superior de Ciencias Pedagógicas/Universidad de Playa Ancha
- Olga Arellano Salgado (1981-1987)
- Mariana Martelli Ukrow (1987-1990)
- Norman Cortés Larreau (1990-1998)
- Oscar Quiroz Mejías (1998-2006)
- Patricio Sanhueza Vivanco (2006-2022)
- Carlos González Morales (2022- fecha actual)

## Senado Universitario de la Universidad de Playa Ancha
El Senado Universitario es el órgano colegiado triestamental con funciones normativas y deliberativas de la Universidad de Playa Ancha (UPLA), en Chile. Está compuesto por el rector y representantes de los estamentos académico, estudiantil y del personal de administración y servicios.

### Origen y conformación
El Senado fue elegido por primera vez el 10 de septiembre de 2024 y asumió funciones oficialmente el 23 de septiembre de 2024 en el Aula Dr. Félix Morales Pettorino en Valparaíso.
Está integrado por 33 miembros': el rector (quien lo preside), 22 académicos, 4 funcionarios/as de administración y servicios y 6 estudiantes’ :

### Composición actual
| Nº | Nombre                                  | Estamento   | Facultad o carrera                                     |
| -- | --------------------------------------- | ----------- | ------------------------------------------------------ |
| 1  | Violeta Acuña Collado                   | Académico   | Ciencias de la Educación                               |
| 2  | Jéssica Alfaro Álvarez                  | Académico   | Ciencias Sociales                                      |
| 3  | Cristián Aránguiz Salazar               | Académico   | Ciencias Sociales                                      |
| 4  | Francisco Báez Urbina                   | Académico   | Ciencias Sociales                                      |
| 5  | Silvio Bahamondes Galdames              | Funcionario | Comunicaciones                                         |
| 6  | Marisol Belmonte Soto                   | Académico   | Ingeniería                                             |
| 7  | Carolina Brown Vega                     | Académico   | Ciencias de la Salud                                   |
| 8  | Cristian Carvajal Muquillaza            | Académico   | Ciencias Naturales y Exactas                           |
| 9  | Valeria Castillo Ruz                    | Estudiante  | Nutrición y Dietética                                  |
| 10 | Ivette Castro Riquelme                  | Funcionario | Selección y Admisión                                   |
| 11 | Maximiliano Concha Abarca               | Estudiante  | Derecho                                                |
| 12 | Luis Espinoza Brito                     | Académico   | Ingeniería                                             |
| 13 | Maritza Farlora Zapata                  | Académico   | Humanidades                                            |
| 14 | Sandra Gallardo Navarrete               | Funcionario | Postgrado                                              |
| 15 | Maite Henríquez Pizarro                 | Estudiante  | Psicología                                             |
| 16 | Auristela Hormazábal Soto               | Académico   | Ciencias de la Educación                               |
| 17 | Patricio Ibáñez León                    | Académico   | Ciencias de la Educación                               |
| 18 | Paula Magnere Ávalos                    | Académico   | Ciencias de la Actividad Física y del Deporte          |
| 19 | Antonia Martel Guerra                   | Estudiante  | Pedagogía en Educación Diferencial (Campus San Felipe) |
| 20 | Verónica Meza Ramírez                   | Académico   | Ingeniería                                             |
| 21 | María de los Ángeles Miranda Bustamante | Académico   | Ciencias Sociales                                      |
| 22 | Verónica Pastén Valenzuela              | Académico   | Ciencias de la Educación                               |
| 23 | María Angélica Pérez Escobar            | Funcionario | Comunicaciones                                         |
| 24 | Eugenia Ramírez Tapia                   | Estudiante  | Pedagogía en Historia y Geografía                      |
| 25 | Fabiana Rodríguez‑Pastene Vicencio      | Académico   | Ciencias Sociales                                      |
| 26 | Braulio Rojas Castro                    | Académico   | Facultad de Arte                                       |
| 27 | Valentina Rojas Pastén                  | Estudiante  | Traducción e Interpretación Inglés‑Español             |
| 28 | Alberto Teichelmann Shuttleton          | Académico   | Facultad de Arte                                       |
| 29 | Macarena Trujillo Cristoffanini         | Académico   | Ciencias Sociales                                      |
| 30 | Boris Valdenegro Egozcue                | Académico   | Ciencias Sociales                                      |
| 31 | Fabiola Vera Madrid                     | Académico   | Ciencias de la Salud                                   |
| 32 | Paulina Zavala Olivares                 | Académico   | Ciencias de la Salud                                   |
| 33 | Carlos González Morales                 | Rector      | — (Presidente)                                         |

- Fuente: acta oficial de elección del Senado UPLA

### Funciones
- Ejercer la función normativa dentro de la universidad.
- Velar por la participación democrática de los tres estamentos universitarios.
- Elaborar y aprobar el Reglamento de Funcionamiento del Senado.
- Organizar elecciones del Consejo Superior Universitario.
- Establecer comisiones internas permanentes y transitorias.
- Convocar consultas o referendos internos vinculantes.

Estas funciones están reguladas por los Estatutos de la UPLA y la Ley N.º 21.094.

### Estructura interna
El rector preside el Senado Universitario. Además, los integrantes eligen un/a vice‑presidente/a y forman comisiones según temas (Reglamento, Electoral, Vinculación con el Medio, Normativa, etc.).

### Actividades destacadas
En su primer periodo (2024–2025) sesionó quincenalmente. Realizó la redacción y aprobación de su reglamento interno, la organización del proceso electoral del Consejo Superior y un encuentro en noviembre de 2024 con el Senado Universitario de la Universidad de Chile :contentReference[oaicite:4]{index=4}.

### Importancia institucional
La creación del Senado responde a la democratización institucional impulsada por la comunidad universitaria y la Ley N.º 21.094. Releva la triestamentalidad y fortalece la gobernanza participativa de la UPLA, miembro del Consorcio de Universidades del Estado de Chile y la Agrupación de Universidades Regionales.

## Consejo Superior de la Universidad de Playa Ancha
El Consejo Superior es el máximo órgano colegiado de la Universidad de Playa Ancha (UPLA), con competencias en la definición de la política general, decisiones estratégicas, modificación de estatutos y control institucional, en conformidad con el nuevo Estatuto Orgánico aprobado en 2024.

### Origen y funciones
El Consejo Superior fue establecido tras la reforma estatutaria de 2024, que reemplazó a la antigua Junta Directiva. Su misión principal es:
- Aprobar y modificar el Estatuto Orgánico de la UPLA.
- Definir y aprobar el Plan de Desarrollo Institucional, políticas financieras y contratación de empréstitos.
- Aprobar el presupuesto anual y sus modificaciones.
- Proponer al Presidente de la República la remoción del rector/a cuando existan causales legales. :contentReference[oaicite:1]{index=1}

### Composición
El órgano está integrado por:
- El rector (presidente del Consejo Superior).
- Tres representantes designados por el presidente de la República, con reconocida experiencia académica o directiva.
- Un egresado o egresada nombrado/a por el Senado Universitario entre una terna propuesta por el Gobierno Regional.
- Representantes electos por voto triestamental:  
  - Académico: Marco Muñoz del Campo (Facultad de Arte) y Maribel Ramos Hernández (Facultad de Ciencias Sociales).
  - Estudiantil: Oscar Romero Coiro (Derecho).
  - Administrativo: José Luis Carrasco Ravanal (Unidad de Programación Académica, Dirección General de Pregrado).
- Además, participa con voz (pero sin voto) la o el Contralor Universitario y representantes de las asociaciones de funcionarios, académicos y estudiantes.

### Miembros electos (enero 2025)
| Estamento      | Nombre                     | Carrera / Unidad                               |
| -------------- | -------------------------- | ---------------------------------------------- |
| Estudiantil    | Oscar Romero Coiro         | Derecho                                        |
| Académico      | Marco Muñoz del Campo      | Arquitectura (Facultad de Arte)                |
| Académico      | Maribel Ramos Hernández    | Sociología (Facultad de Ciencias Sociales)     |
| Administrativo | José Luis Carrasco Ravanal | Ingeniería Informática (Dirección de Pregrado) |

- Elegidos el 24 de enero de 2025, para un periodo de dos años con opción a una reelección consecutiva.*

### Instalación y primeras sesiones
El primer acto oficial del Consejo Superior se realizó el 29 de mayo de 2025, iniciando sus sesiones presidido por Silvana Sáez Valladares y con la asistencia virtual de los miembros elegidos, junto al rector Carlos González Morales y la secretaria general María Soledad Hochstetter Santis como ministra de fe.

### Relación institucional
El Consejo Superior colabora estrechamente con el Senado Universitario en temas estratégicos y de gobernanza. Representa un paso importante hacia una gestión universitaria plural y participativa, según lo establecido en la Ley N.º 21.094 y el nuevo Estatuto Orgánico.

### Federación de Estudiantes
La Federación de Estudiantes de la Universidad de Playa Ancha (también conocida por su acrónimo FEUPLA) es el organismo oficial de representación de los estudiantes de la universidad y está adscrita a la Confederación de Estudiantes de Chile (CONFECH). La federación está encabezada por una directiva de cinco miembros, quienes representan a más de 6,000 estudiantes de la institución. Los representantes son elegidos por un período de un año mediante elección directa.[cita requerida]
Desde el 22 de agosto de 2024, la mesa ejecutiva de la FEUPLA está conformada por:[cita requerida]
| Nombre               | Cargo                                             |
| -------------------- | ------------------------------------------------- |
| Paloma Muñoz         | Presidenta                                        |
| Martín Fernández     | Vicepresidente                                    |
| Fabricio Yévenes     | Secretario general                                |
| Italo Véliz          | Secretario de Bienestar                           |
| Diego "Totty" Líbano | Secretaria de Extensión, Cultura y Comunicaciones |

## Docencia
La Universidad de Playa Ancha Consta en pregrado de 36 carreras profesionales en Valparaíso (de las cuales 3 funcionan de forma dual diurna y vespertina) 6 carreras profesionales en San Felipe. Adicionalmente cuenta con 14 carreras técnicas (7 en Valparaíso y 7 en San Felipe).[cita requerida]

### Carreras técnicas
Técnico en Administración Logística (Valparaíso/San Felipe)
Técnico en Administración de Recursos Humanos (San Felipe)
Técnico en Minería (Valparaíso/San Felipe)
Técnico en Educación de Párvulos (San Felipe)
Técnico en Construcción (San Felipe)
Técnico en Gestión Ambiental (San Felipe)
Técnico en Electricidad (San Felipe)
Técnico en Interpretación de Lengua de Señas (Valparaíso)

### Pregrado
- Facultad de Humanidades

Administración Turística Multilingüe
Pedagogía en Castellano (Valparaíso/San Felipe)
Pedagogía en Filosofía
Pedagogía en Historia y Geografía (Valparaíso/San Felipe) (Diurna/Vespertino)
Pedagogía en Inglés (Valparaíso/San Felipe) (Diurna/Vespertino)
Traducción e Interpretación Inglés Español
Traducción Alemán Español y T.U.
Traducción Francés Español y T.U.
- Facultad de Ciencias de la Educación

Pedagogía en Educación Básica (Diurna/Vespertino)
Educación Parvularia (Valparaíso/San Felipe)
Pedagogía Educación Diferencial (Valparaíso/San Felipe)
- Facultad de Ciencias Exactas

Geografía
Pedagogía en Biología y Ciencias
Pedagogía en Física
Pedagogía en Matemática
Pedagogía en Química y Ciencias
- Facultad de Artes

Dibujante Proyectista
Diseño Gráfico
Licenciatura en Arte
Pedagogía en Artes Plásticas
Pedagogía en Educación Musical
Teatro
- Facultad de Ciencias de la actividad física y del deporte

Pedagogía en Educación Física Damas
Pedagogía en Educación Física Varones
Tecnología en Deportes y Recreación
- Facultad de Ciencias Sociales

Bibliotecología
Periodismo
Psicología
Sociología
Derecho
- Facultad de Ciencias de la Salud

Enfermería
Fonoaudiología
Nutrición y Dietética
Kinesiología
Terapia Ocupacional
- Facultad de Ingeniería

Ingeniería Civil Ambiental
Ingeniería Civil Industrial
Ingeniería Civil Informática
Ingeniería Ambiental
Ingeniería Informática (San Felipe)
Ingeniería en Estadística

### Postgrado
Las actividades de docencia de postgrado constituyen un ámbito cada vez más importante en el desarrollo de la Universidad de Playa Ancha, lo que ha motivado importantes cambios en su organización. En particular, la Escuela de Postgrado asume la responsabilidad de efectuar la coordinación general de la gestión de los programas de magíster, doctorado y cursos no conducentes a grados, diplomas y postítulos.
La Universidad cuenta con 2 doctorados, 12 magíster y 7 diplomados y 1 postítulo disponibles.[actualizar]

## Infraestructura

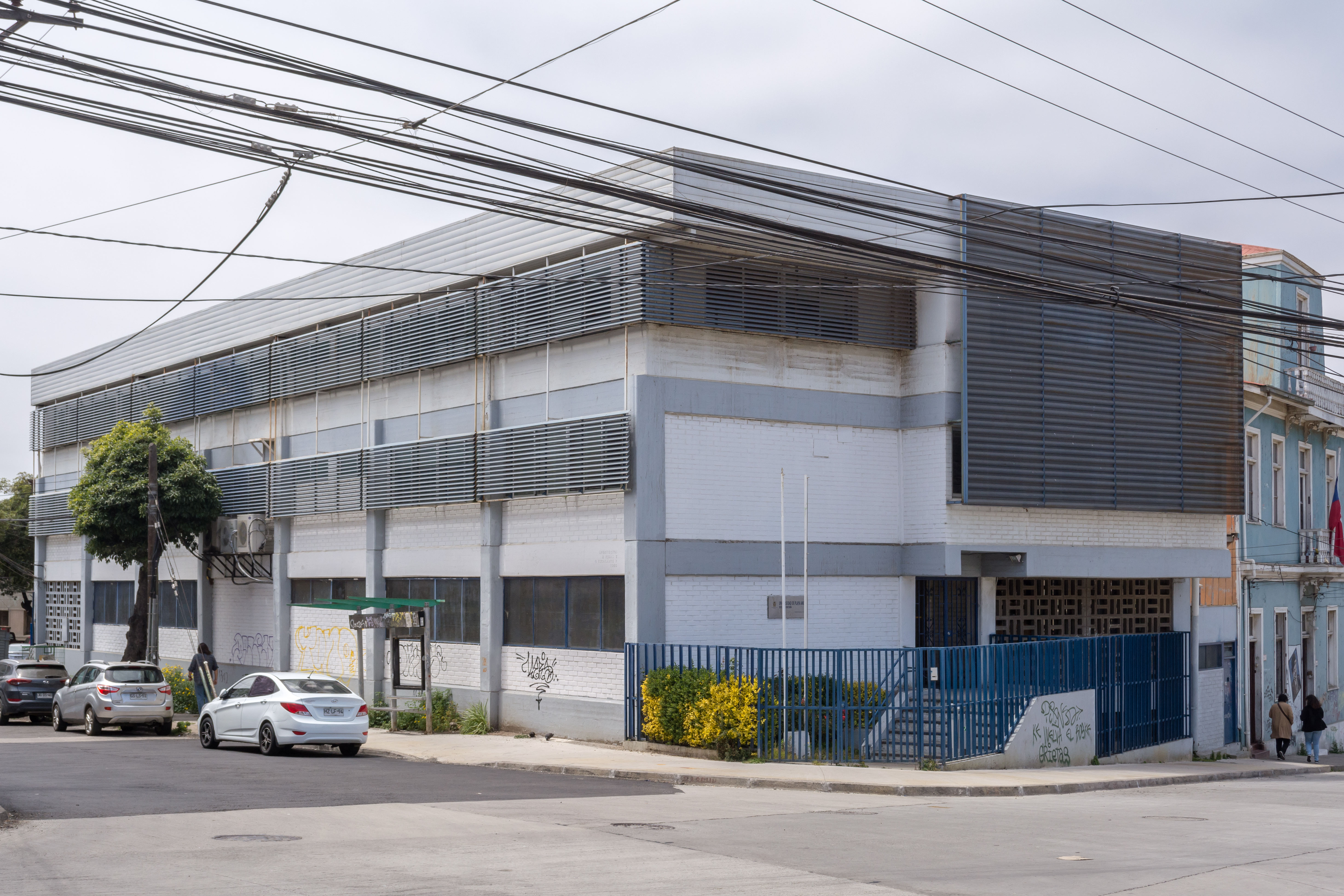
Sede Gran Bretaña.

- Campus Valparaíso: La Infraestructura de Valparaíso asciende a 4,707,838 m² dando un resultado de 715 Metros cuadrados por estudiante en Valparaíso.
- Campus San Felipe.